# Klaus Rühlmann

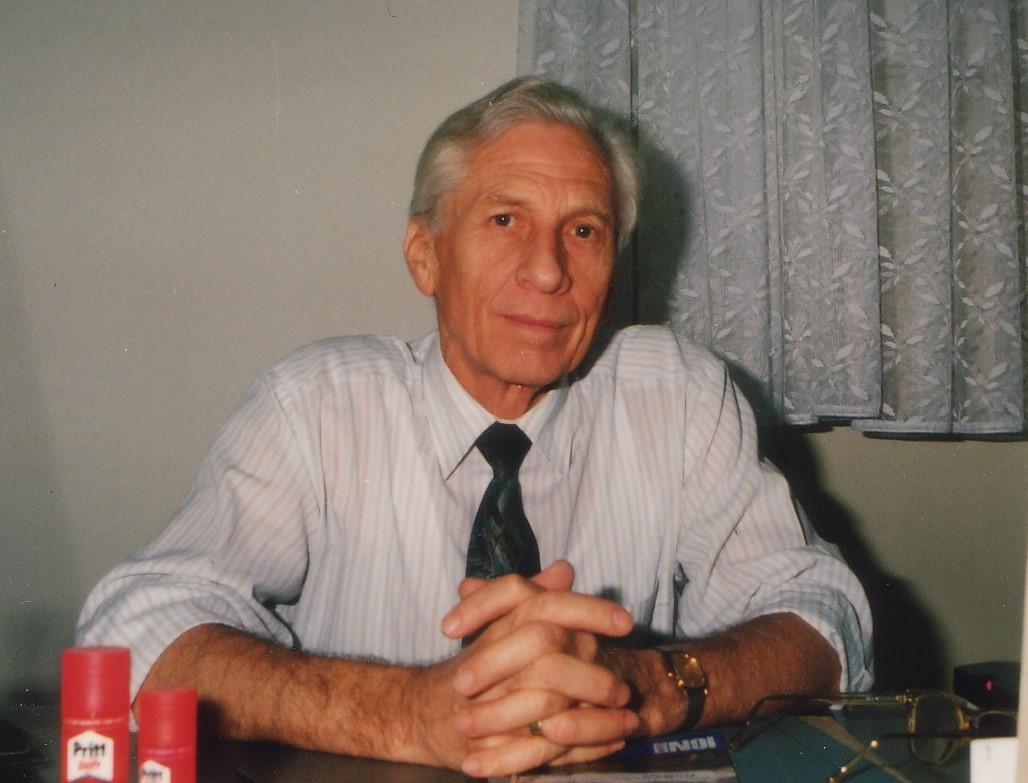
Klaus Rühlmann, 2004

Klaus Alfred Rühlmann (* 8. November 1929 in Neumark im Geiseltal; † 12. März 2024) war ein deutscher Chemiker (Siliziumorganische Chemie) und Professor der Technischen Universität Dresden.

## Werdegang
Nach dem Abitur in Halle studierte er ab 1948 Biologie und ab 1949 Chemie an der Martin-Luther-Universität seiner Heimatstadt. Rühlmann diplomierte dort 1953 unter Anleitung seines Lehrers  Wolfgang Langenbeck, nachdem er bereits 1952 eine Assistentenstelle am Institut für Organische Chemie angetreten hatte. 1956 promovierte er am gleichen Institut. Diplom- und Promotionsarbeit hatten Themen der organischen bzw. bioorganischen Chemie zum Inhalt. Bis 1961 betreute er als Oberassistent Diplomanden von  Friedrich Asinger.
Internationale Bekanntheit erlangte Rühlmann zu Beginn seiner Forschungsarbeiten mit der bis dahin unbekannten Silylierung und gaschromatographischen Trennung von Aminosäuren. Ab 1960 befasste er sich mit der Acyloinsynthese durch Umsetzung von Carbonsäureestern mit Natrium (Bouveault-Blanc-Kondensation) und anschließender Hydrolyse. Neu war, dass er als Abfangreagenz Chlortrimethylsilan einsetzte. Dadurch konnten basenkatalysierte Nebenreaktionen vermieden werden, die Ausbeuten am gewünschten Produkt stark erhöht sowie die Anwendungsbreite der klassischen Bouveault-Blanc-Kondensation erweitert werden. Später ging diese Reaktion als Rühlmann-Kondensation in die Literatur ein.
1961 habilitierte er sich zu diesen Themenkreisen und wurde noch nicht ganz 32-jährig als Professor an die Hochschule für Verkehrswesen nach Dresden berufen. Ein Jahr später folgte der Ruf auf eine Professur an das II. Chemische Institut der Humboldt-Universität zu Berlin. In Berlin befasste sich Rühlmann vor allem mit optisch und biologisch aktiven Siliziumverbindungen.
Mit der Hochschulreform und den damit verbundenen Umprofilierungen kam Rühlmann an die Technische Universität nach Dresden und konnte hier an Traditionen auf dem Gebiet der Silikonchemie anknüpfen. Richard Müller hatte an der Technischen Hochschule von 1954 bis 1968 Vorlesungen zu diesem Gebiet gehalten. Müller ist zusammen mit Eugene G. Rochow aus den USA Erfinder der „Direkten Synthese“ von Chlormethylsilanen aus Chlormethan und Silizium. Müller ist es zu verdanken, dass in Dresden-Radebeul das Institut für Silikon- und Fluorcarbonchemie gegründet und im Schwerchemikalienwerk der ehemaligen Chemischen Fabrik von Heyden in Nünchritz  (später VEB Chemiewerk Nünchritz) eine Silikonproduktion in Gang gesetzt wurde.
Die schon seit 1959 währende Zusammenarbeit mit dem Institut in Radebeul und dem Chemiewerk in Nünchritz wurde nun durch die örtliche Nähe weiter verstärkt, was auch eine Hinwendung zur industrienahen Forschung brachte.
Von 1971 bis 1995 war Rühlmann ordentlicher Professor für Chemie der Hochpolymeren an der TU Dresden. Im Jahr 1978 wurde dann unter seiner Leitung ein Problemlabor des Chemiewerkes Nünchritz an der TU Dresden gegründet. Hauptforschungsthemen in Dresden waren: kinetische Untersuchungen zu Basisreaktionen der Silikonproduktion, Kinetik und Stereochemie der nukleophilen Substitutionen siliziumorganischer Verbindungen, siloxangebundene Polymerstabilisatoren, schwefelhaltige Silanhaftmittel, Herstellung telecheler Siloxane mit C- und Si-funktionellen Gruppen, Synthese von Polycarbosiloxanen und -silazanen als Precursoren zur Herstellung keramischer Verbundwerkstoffe und in letzter Zeit auch wieder die Synthese und Testung von biologisch aktiven Siliziumverbindungen. Von 1987 bis 1991 war Rühlmann Leiter des Wissenschaftsbereichs Organische Chemie an der Sektion Chemie. Ab 1992 hatte er diese Position am Institut für Anorganische Chemie der Fakultät Mathematik und Naturwissenschaften der TU Dresden inne.
Nach der Wende erlaubte die jahrelange Beschäftigung mit angewandter Chemie Kooperationsverträge mit der Goldschmidt-AG, Bayer, Bosch und Ciba-Geigy. Dazu kamen Projekte, die vom BMFT, DFG und der VW-Stiftung gefördert wurden.
Rühlmann betreute 45 Doktoranden und zwei Habilitanden, verfasste fast 150 Veröffentlichungen und 40 Patente sowie die deutsche Auflage des Buches von Michail G. Voronkov „Silizium und Leben“ sowie zwei Tagungsbände (Silikonekolloquium, KOSIL) herausgebracht.
Rühlmann war verheiratet. Er hinterließ drei Töchter.